# ديك روبرتس (عازف بانجو)
ديك روبرتس (بالإنجليزية: Dick Roberts)‏ هو عازف بانجو أمريكي، ولد في 9 أكتوبر 1897، وتوفي في 1 نوفمبر 1966.

## وصلات خارجية
- ديك روبرتس على موقع IMDb (الإنجليزية)
- ديك روبرتس على موقع ميوزك برينز (الإنجليزية)
- ديك روبرتس على موقع ديسكوغز (الإنجليزية)